# 北名古屋市立鴨田小学校
北名古屋市立鴨田小学校（きたなごやしりつかもだしょうがっこう）は、愛知県北名古屋市にある公立小学校。

## 概要
- 旧・西春日井郡西春町の小学校であり、校区は九之坪鴨田、九之坪加島前、九之坪東ノ川、九之坪五反地、九之坪中島、九之坪両ケ前、九之坪石ノ戸、九之坪梅田（一部）、九之坪高田、九之坪松本、九之坪東美田、九之坪南美田、九之坪松馬場、九之坪山、九之坪北美田、九之坪庚申前、九之坪南城屋敷、九之坪白山、九之坪西城屋敷、九之坪北口、九之坪市場、九之坪宮前、九之坪寺領、九之坪宮浦、九之坪北浦、九之坪竹田（一部）、九之坪小松、九之坪長堀（一部）、九之坪天神（一部）、九之坪菰口、九之坪神明、九之坪龍子田、九之坪笹塚、九之坪元田、九之坪半野、九之坪辰巳天神（一部）、九之坪菰口、九之坪神明、九之坪龍子田、九之坪笹塚、九之坪元田、九之坪半野、九之坪辰巳であり、北名古屋市立白木中学校に進学する[1]。
- 校名は、開校時の所在地の地名、九之坪鴨田に由来する。

## 沿革
- 1972年（昭和47年）4月 - 西春町立西春小学校から分離し、西春町立鴨田小学校として開校。
- 2006年（平成18年）3月20日 - 師勝町、西春町が合併し、北名古屋市が発足。同時に北名古屋市立鴨田小学校に改称する。

## 交通アクセス
- 名鉄犬山線西春駅下車、徒歩約20分。

## 周辺施設
- 北名古屋市健康ドーム
- 北名古屋市立九之坪保育園
- 総合運動広場（北名古屋稲葉篤紀ふるさと広場）
- 北名古屋市立白木中学校
- 北名古屋市立西春中学校
- 北名古屋市立訓原中学校
- 北名古屋市立白木小学校
- 名古屋市立浮野小学校
- 名古屋市立山田高等学校